# Wecomedon wecomus
Wecomedon wecomus är en kräftdjursart som först beskrevs av J. L. Barnard 1971.  Wecomedon wecomus ingår i släktet Wecomedon och familjen Lysianassidae. Inga underarter finns listade i Catalogue of Life.